# شيهم ذو ذيل ماسك
شيهم ذو ذيل ماسك (الاسم العلمي: Coendou)، جنس حيوانات قارضة من الثدييات وفصيلة شياهم العالم الجديد. أعطانها أمريكا الوسطى والجنوبية.